# Koachva
Koachva (Коа́шва) est une localité du Grand Nord de la Russie dans l'oblast de Mourmansk. Elle fait partie de l'okroug municipal de la ville de  Kirovsk, au-delà du cercle arctique.

## Étymologie

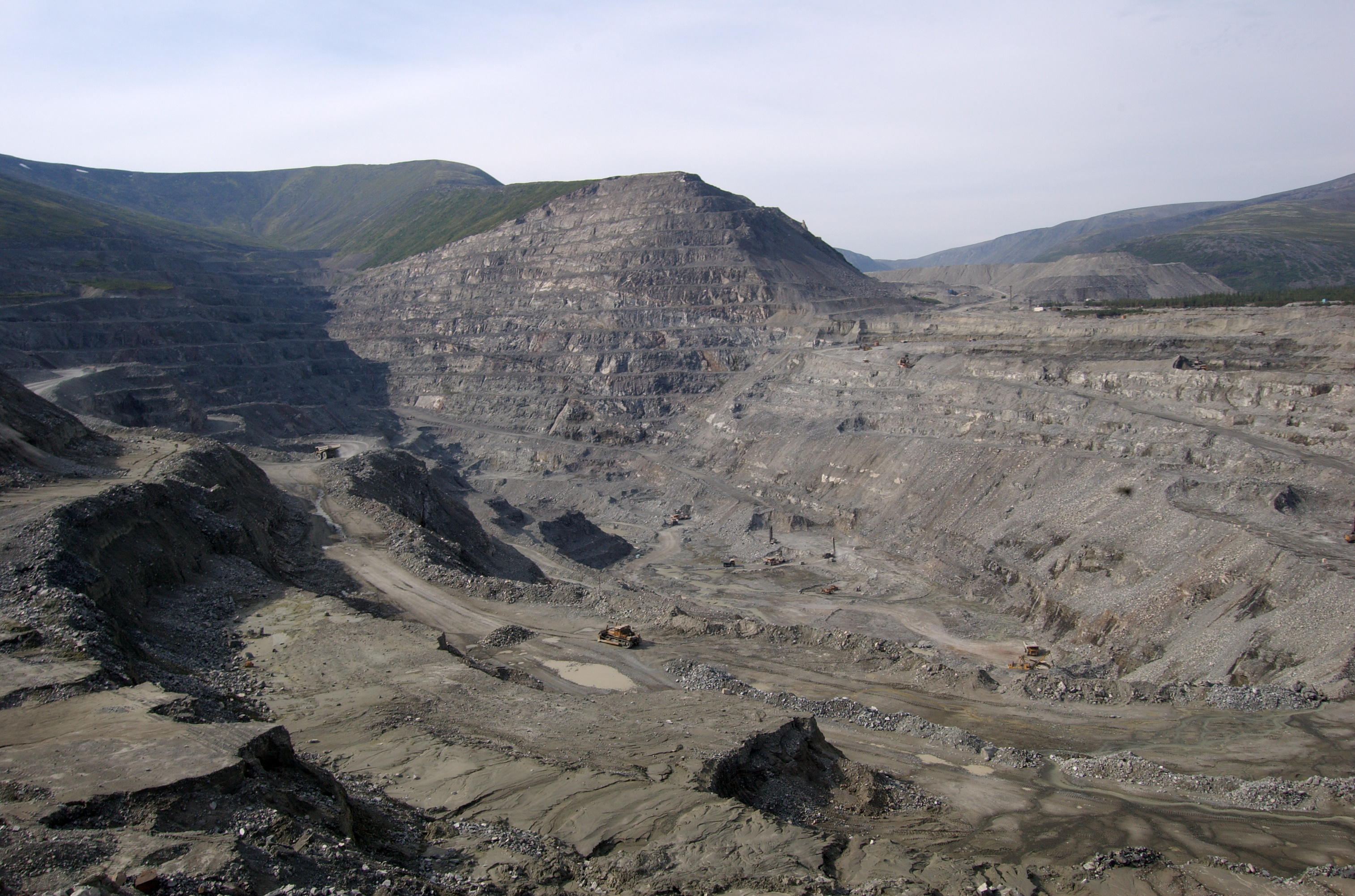
Gisement appartenant à l'entreprise Apatit.

Le village doit son nom au mont qui le domine dont le nom signifie en lapon « mont près du marais ».

## Géographie
Koavcha se trouve entre les monts Khibiny et le lac Oumbozero, au bord de la rivière Vouonnemiok.

## Histoire
L'endroit apparaît en 1977 avec des baraquements de géologues, et bientôt une exploitation minière est ouverte du nom de Vostotchny en 1978. Une école primaire ouvre en 1983. Le village est composé d'une dizaine d'immeubles à quatre étages presque tous identiques, et de l'usine en trois bâtiments , d'un dispensaire, d'une maison de la culture, d'un jardin d'enfants et d'une école. Bien plus tard on y ajoute deux chapelles dépendant de l'éparchie de Mourmansk.

## Population
La population au recensement de 2010 était de 882 habitants (407 hommes, 475 femmes),. Elle est donc en forte baisse, puisqu'en 2007 il y avait 1 204 habitants et plus de 2 000 en 1987

## Transport
Koachva est reliée par autocars à Apatity et Kirovsk. Le transport ferroviaire de marchandises et de minerais s'arrête à la gare de Roudnaïa.